# Глибока Долина (Лубенський район)
Глибо́ка Доли́на — село в Україні, у Хорольській міській громаді Лубенського району Полтавської області. Населення становить 129 осіб. До 2020 орган місцевого самоврядування — Староаврамівська сільська рада.

## Історія
12 червня 2020 року, відповідно до розпорядження Кабінету Міністрів України № 721-р «Про визначення адміністративних центрів та затвердження територій територіальних громад Полтавської області», село увійшло до складу Хорольської міської громади..
19 липня 2020 року, в результаті адміністративно - територіальної реформи та ліквідації Хорольського району, село увійшло до складу новоутвореного Лубенського району.

## Населення

### Мова
Розподіл населення за рідною мовою за даними перепису 2001 року:
| Мова       | Кількість | Відсоток |
| ---------- | --------- | -------- |
| українська | 125       | 96.9%    |
| російська  | 4         | 3.1%     |
| Усього     | 129       | 100%     |

## Географія
Село Глибока Долина розташоване на березі безіменної річки (права притока річки Хорол). Вище за течією на відстані 2 км розташоване село Радьки, нижче за течією на відстані 2,5 км розташоване село Пристань. На відстані 2 км розташоване місто Хорол. 
На північний захід від села розташоване заповідне урочище «Довжек».